# Santa Catarina (barco)

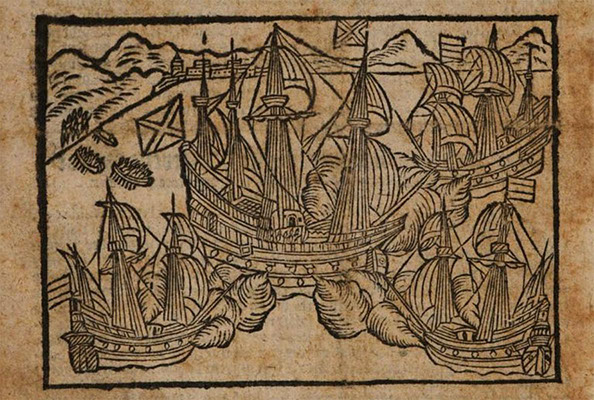
La captura del barco portugués Santa Catarina por el almirante Jacob van Heemskerck en el estrecho de Malaca en febrero de 1603.

El Santa Catarina fue un barco mercante portugués, una carraca de 1500 toneladas, capturado por la Compañía de las Indias Orientales holandesa (también conocida como V.O.C) en febrero de 1603 en la vecindad de Singapur. Fue un botín de tal magnitud que aumentó el capital de la V.O.C en más de 50% y acuñó el término Kraakporselein, o "porcelana de carraca" por la gran cantidad de porcelana Ming que introdujo en el mercado holandés.

## La captura delSanta Catarina
Al alba del 25 de febrero de 1603 tres barcos holandeses bajo la autoridad del almirante Jacob Heemskerk avistaron a la carraca anclada al este de Singapur. El barco portugués, capitaneado por Sebastian Serrão, viajaba de Macao a Malaca, cargado con productos de China y Japón, incluyendo 1200 pacas de seda china, valorada en 2,2 millones de guilders. El cargamento era particularmente valioso porque  contenía varios cientos de onzas de almizcle. Después de un par de horas de lucha, los neerlandeses sometieron a la tripulación, que rindió el barco y su carga a cambio de sus vidas. El Almirantazgo de Ámsterdam declaró la captura presa legal el 4 de septiembre de 1604.
Este periodo se enmarca en el inicio de la guerra luso-neerlandesa que acabaría el monopolio portugués sobre el comercio con las Indias Orientales. Los neerlandeses, tras haber aprendido sobre las rutas comerciales en 1596 gracias a Jan Huyghen van Linschoten, intentaban obtener su parte de las riquezas de Oriente.

## Santa Catarinay el debateMare ClausumversusMare Liberum
Los Países Bajos estaban en guerra con España y Portugal cuándo Santa Catarina fue capturado. Aunque Heemskerk no tenía autorización de la compañía o el gobierno para el uso de la fuerza salvo en defensa propia, muchos accionistas estaban ansiosos por aceptar las riquezas capturadas.  No sólo la legalidad era cuestionable bajo la legislación neerlandesa, sino que una parte de los accionistas de la compañía (mayoritariamente menonitas) tenían objeciones morales y había reclamaciones diplomáticas por parte de los portugueses. El escándalo desencadenó una audiencia pública y campañas propogandisticas a nivel internacional. Por ello la compañía eligió al jurista Hugo Grocio para redactar una polémica defensa de la captura.
Grotius basó su defensa en los principios naturales de la justicia. Un capítulo de su tratado teórico De Jure Prædæ fue impreso como el panfleto, Mare Liberum (El Mar Libre).
En Mare Liberum (1609), Grocio adaptó el principio de Francisco de Vitoria y Fernando Vázquez de Menchaca (parte de la Escuela de Salamanca), de que el mar era territorio internacional frente a la visión portuguesa del Mare Clausum (mar cerrado), considerando a todas las naciones libres de comerciar en él. Grocio justificó así la ruptura del monopolio portugués por los neerlandeses.
Inglaterra, principal competencia de los neerlandeses en el comercio mundial, se adhirió en cambio al concepto de Mare Clausum, redefiniéndolo. A medida que la controversia crecía con diferentes reclamaciones, los estados marítimos moderaron sus aspiraciones buscando fundarlas en una extensión de sus derechos sobre la costa. Un compromiso basado en la obra de Cornelius Bynkershoek De dominio maris (1702), restringió el dominio marítimo a la distancia que un cañón costero podía proteger, siendo la base del límite de tres millas actual.